# Sân bay quốc tế Tiêu Sơn Hàng Châu
Sân bay quốc tế Tiêu Sơn Hàng Châu (tên tiếng Anh: Hangzhou Xiaoshan International Airport (IATA: HGH, ICAO: ZSHC) (tiếng Trung: 杭州萧山国际机场; bính âm: Hángzhōu Xiāoshān Guójì Jīchǎng) là sân bay chính phục vụ Hàng Châu, thủ phủ tỉnh Chiết Giang nằm bên bờ Dương Tử. Sân bay này được xây bên bờ nam của sông Tiền Đường ở quận Tiêu Sơn, cách trung tâm Hàng Châu 27 km.

## Các hãng hàng không

### Hành khách
| Hãng hàng không                                         | Các điểm đến | Terminal/ Hành lang |
| ------------------------------------------------------- | --- | ------------------- |
| AirAsia                                                 | Kota Kinabalu | Quốc tế             |
| AirAsia X                                               | Kuala Lumpur–International | Quốc tế             |
| Air China                                               | Bao Đầu, Bắc Kinh-Thủ đô, Trường Xuân, Thành Đô, Trùng Khánh, Quảng Nguyên, Quảng Châu, Quế Lâm, Quý Dương, Cáp Nhĩ Tân, Hohhot, Côn Minh, Lan Châu, Lệ Giang, Miên Dương, Nam Ninh, Thanh Đảo, Tam Á, Thâm Quyến, Thái Nguyên, Thiên Tân, Urumqi, Uy Hải, Tây An, Tây Ninh, Ngân Xuyên, Vận Thành, Trịnh Châu                                       | Nội địa             |
| Air China                                               | Bangkok-Suvarnabhumi, Jeju, Osaka-Kansai, Seoul-Incheon, Đài Bắc-Đào Viên | Quốc tế             |
| Air China vận hành bởi Dalian Airlines                  | Đại Liên | Nội địa             |
| Air Macau                                               | Macau | Quốc tế             |
| All Nippon Airways                                      | Osaka-Kansai, Tokyo-Narita | Quốc tế             |
| Asiana Airlines                                         | Busan, Seoul-Incheon | Quốc tế             |
| Chengdu Airlines                                        | Trường Sa, Thành Đô, Tam Á | Nội địa             |
| China Eastern Airlines                                  | Baoshan, Bắc Kinh-Thủ đô, Thành Đô, Dali, Đại Liên, Quảng Châu, Côn Minh, Lan Châu, Lâm Nghi, Luzhou, Ordos, Thanh Đảo, Shantou, Shijiazhuang, Thái Nguyên, Tongren, Urumqi, Vũ Hán, Hạ Môn, Tây An, Xishuangbanna, Yanji, Ngân Xuyên, Zhangjiajie, Trịnh Châu, Zunyi                                                                                | Nội địa             |
| China Eastern Airlines                                  | Hakodate, Hong Kong, Jeju, Naha, Osaka-Kansai, Phuket, Shizuoka | Quốc tế             |
| China Express Airlines                                  | Changde, Trùng Khánh, Đại Liên, Dongying, Fuyang, Lạc Dương | Nội địa             |
| China Southern Airlines                                 | Aksu, Bắc Kinh-Thủ đô, Trường Xuân, Trường Sa, Thành Đô, Đại Liên, Quảng Châu, Guilin, Quý Dương, Hải Khẩu, Cáp Nhĩ Tân, Côn Minh, Lan Châu, Nam Ninh, Nanyang, Thanh Đảo, Tam Á, Shantou, Shenyang, Thâm Quyến, Urumqi, Vũ Hán, Hạ Môn, Tây An, Trịnh Châu, Zhuhai                                                                                  | Nội địa             |
| China Southern Airlines vận hành bởi Chongqing Airlines | Trùng Khánh, Vũ Hán | Nội địa             |
| Dragonair                                               | Hong Kong | Quốc tế             |
| EVA Air                                                 | Kaohsiung, Taipei-Taoyuan | Quốc tế             |
| Hainan Airlines                                         | Bắc Kinh-Thủ đô, Trường Sa, Thành Đô, Trùng Khánh, Quảng Châu, Guilin, Quý Dương, Hải Khẩu, Cẩm Châu, Longyan, Nam Ninh, Tam Á, Shenyang, Thâm Quyến, Thái Nguyên, Urumqi, Weifang, Vũ Hán, Tây An, Trịnh Châu | Nội địa             |
| Hainan Airlines                                         | Paris-Charles de Gaulle | Quốc tế             |
| Hainan Airlines vận hành bởi Beijing Capital Airlines   | Bắc Kinh-Thủ đô, Trường Sa, Đại Liên, Enshi, Quảng Châu, Guilin, Quý Dương, Hải Khẩu, Cáp Nhĩ Tân, Hohhot, Côn Minh, Lijiang, Mãn Châu Lý, Nam Ninh, Thanh Đảo, Tam Á, Shijiazhuang, Thái Nguyên, Tongliao, Urumqi, Tây An, Xishuangbanna, Yichang, Trịnh Châu                                                                                       | Nội địa             |
| Hainan Airlines vận hành bởi Beijing Capital Airlines   | Jeju, Naha, Osaka-Kansai, Shizuoka Theo mùa: Copenhagen, Madrid | Quốc tế             |
| Hebei Airlines                                          | Tuyền Châu, Tam Á, Shijiazhuang | Nội địa             |
| Hong Kong Airlines                                      | Hong Kong | Quốc tế             |
| Juneyao Airlines                                        | Quý Dương, Thanh Đảo, Thái Nguyên, Yichang | Nội địa             |
| KLM                                                     | Amsterdam | Quốc tế             |
| Korean Air                                              | Cheongju | Quốc tế             |
| Kunming Airlines                                        | Côn Minh | Nội địa             |
| Loong Air                                               | Bắc Kinh-Thủ đô, Thành Đô, Trùng Khánh, Dại Liên, Quảng Châu, Quý Dương, Hải Khẩu, Cáp Nhĩ Tân, Côn Minh, Luoyang, Nam Ninh, Thâm Quyến, Thiên Tân, Wanzhou, Vũ Hán, Tây An, Xiangyang, Yinchuan | Nội địa             |
| Lucky Air                                               | Ganzhou, Côn Minh, Tengchong | Nội địa             |
| Mandarin Airlines                                       | Kaohsiung | Quốc tế             |
| Okay Airways                                            | Đại Liên, Nam Ninh, Tam Á, Thiên Tân, Tây An | Nội địa             |
| Qatar Airways                                           | Doha | Quốc tế             |
| Scoot                                                   | Singapore | Quốc tế             |
| Shandong Airlines                                       | Đại Liên, Guilin, Jinan, Nam Ninh, Thanh Đảo, Hạ Môn, Yantai | Nội địa             |
| Shanghai Airlines                                       | Bắc Kinh-Thủ đô, Quảng Châu, Shijiazhuang, Trịnh Châu | Nội địa             |
| Shenzhen Airlines                                       | Hohhot, Nam Ninh, Tuyền Châu, Shenyang, Thâm Quyến, Tây An | Nội địa             |
| Sichuan Airlines                                        | Trường Xuân, Thành Đô, Trùng Khánh, Đại Liên, Daocheng, Hải Khẩu, Cáp Nhĩ Tân, Jiuzhaigou, Kangding, Lhasa, Thái Nguyên, Thiên Tân, Urumqi, Tây An, Xining, Trịnh Châu | Nội địa             |
| Sichuan Airlines                                        | Thành phố Hồ Chí Minh | Quốc tế             |
| Spring Airlines                                         | Shenyang, Thâm Quyến, Shijiazhuang, Xi'an | Nội địa             |
| Spring Airlines                                         | Bangkok-Suvarnabhumi, Jeju | Quốc tế             |
| Thai AirAsia                                            | Bangkok-Don Mueang, Chiang Mai | Quốc tế             |
| Tianjin Airlines                                        | Quý Dương, Hải Khẩu, Jieyang, Jinggangshan, Nanchang, Nam Ninh, Ordos, Thiên Tân, Tây An | Nội địa             |
| Tibet Airlines                                          | Thành Đô, Lhasa, Xining, Yibin | Nội địa             |
| TransAsia Airways                                       | Đài Bắc-Tùng Sơn | Quốc tế             |
| United Airlines                                         | San Francisco (bắt đầu từ ngày 15/7/2016) | Quốc tế             |
| VietJet Air                                             | Thuê chuyến: Nha Trang | Quốc tế             |
| Vietnam Airlines                                        | Đà Nẵng Thuê chuyến: Thành phố Hồ Chí Minh (bắt đầu từ ngày 8/7/2016) | Quốc tế             |
| Xiamen Airlines                                         | Bắc Kinh, Trường Xuân, Trường Sa, Thành Đô, Trùng Khánh, Đại Liên, Phúc Châu, Quảng Châu, Quý Dương, Hải Khẩu, Hailar, Cáp Nhĩ Tân, Hohhot, Jinan, Côn Minh, Lan Châu, Nam Ninh, Thanh Đảo, Quanzhou, Tam Á, Shenyang, Thâm Quyến, Thái Nguyên, Thiên Tân, Urumqi, Vũ Hán, Wuyishan, Hạ Môn, Tây An, Tây Xương, Xining, Yinchuan, Trịnh Châu, Zhuhai | Nội địa             |
| Xiamen Airlines                                         | Macau, Singapore, Đài Bắc-Đào Viên | Quốc tế             |

### Hàng hóa
| Hãng hàng không      | Các điểm đến |
| -------------------- | ------------ |
| China Southern Cargo | Los Angeles  |
| Hong Kong Airlines   | Hong Kong    |
| SF Airlines          | Thâm Quyến   |